# Butter in a Lordly Dish (Agatha Christie-színdarab)
A Butter in a Lordly Dish Agatha Christie 1948-ban előadott ritka rádiójátéka, melyet később színdarabbá alakítottak át. A darab ősbemutatója 1948-ban volt a BBC Radio Light Programme programsorozatában, majd színdarabként később az Egyesült Királyságban, Ausztráliában, az Amerikai Egyesült Államokban és Kínában is bemutatták.
A mű része a Murder in the Studio nevű Agatha Christie színdarab-kollekciónak, mely három egyfelvonásos darabból (eredetileg rádiójátékból) áll: Butter in a Lordly Dish, Sárga írisz (Yellow Iris), és a Personal Call.
A furcsa cím a Bibliából, a Bírák könyvéből való (5:25): "Az vizet kért, ő tejet adott, Fejedelmi csészében nyújtott tejszínét.".
Színpadon Magyarországon még nem került bemutatásra.

## Szereplők
- Sir Luke Enderby Q.C.
- Lady Enderby
- Julia Keene
- Susan Warren
- Mrs. Petter
- Florrie Petter
- Hayward
- A porter

## Szinopszis
Sir Luke Enderby, a zseniális ügyész ezúttal túl kemény fába vágja a fejszéjét: egy sorozatgyilkos ügye nem hagyja nyugodni.
A feszültséggel teli egyfelvonásos darab Christie egyik legborzasztóbb gyilkosságát meséli el.